# Opuntia spraguei
Opuntia spraguei là một loài thực vật có hoa trong họ Cactaceae. Loài này được J.G. Ortega mô tả khoa học đầu tiên năm 1929.